# Bartsia santolinifolia
Bartsia santolinifolia là loài thực vật có hoa thuộc họ Cỏ chổi. Loài này được (Kunth) Benth. mô tả khoa học đầu tiên năm 1846.